# Jardin d’Hiver des Champs-Élysées
Le Jardin d’Hiver ou Jardin d’Hiver des Champs-Élysées était un jardin d'hiver et une attraction situé sur l'avenue des Champs-Elysées à l'emplacement de l’actuelle rue de Marignan, qui a existé de 1847 à 1851.

## Historique
Un premier premier Jardin d’Hiver , construit à l’initiative de capitaux privés, est ouvert le 26 janvier 1846 à hauteur de l’actuelle rue Marbeuf. Le prix d’entrée était d’un franc en semaine, cinquante centimes le dimanche ; il donnait droit à un petit bouquet. Les plantes, fleurs et arbustes étaient protégés par un toit de verre à double pente sous une charpente en bois. Le succès fut immédiat : 40 000 visiteurs se pressèrent chaque mois dans ce jardin abrité où l’on pouvait acheter des fleurs en plein hiver, mais aussi prendre une collation dans un salon confortable ou lire les journaux au cabinet de lecture.
Devant ce succès, la société exploitante résolut de s'agrandir et elle acheta un terrain adjacent de 13,770m², correspondant au tracé de l’actuelle rue de Marignan. Elle fit construire un nouveau Jardin d’hiver qui ouvrit au public le 20 décembre 1847. Bâti par l'architecte Hippolyte Meynadier et l'ingénieur François Rigolet l'édifice avait la forme d'une croix longue de 100 mètres et large de 65 mètres, et son dôme s'élevait à 18,5 mètres. Ces dimensions gigantesques pour l'époque marquent les esprits. 
Victor Hugo le décrivit comme « une immense cage de fer, à deux nefs en croix, grande comme quatre ou cinq cathédrales, et revêtue d’une vitrine gigantesque ». Il ajoute : « Quand on y entrait, l’œil se fermait d’abord dans l’éblouissement d’un flot de lumière ; à travers cette lumière, on distinguait toutes sortes de fleurs magnifiques et d’arbres étranges, avec les feuillages et les altitudes des tropiques et des Florides, bananiers, palmiers, lataniers, cèdres, larges feuilles, énormes épines, branches bizarres tordues et mêlées comme dans une forêt vierge. »
Il est dit que c'est dans ce jardin d'hiver qu'Adolphe Sax essaya pour la première fois son instrument à vent, le saxophone.
Malgré les critiques élogieuses et la bonne fréquentation, la société d'exploitation fit faillite en 1851. le jardin d'hiver ne tarda pas à être démoli pour laisser place, à partir de 1856, à l'hôtel de la Païva.

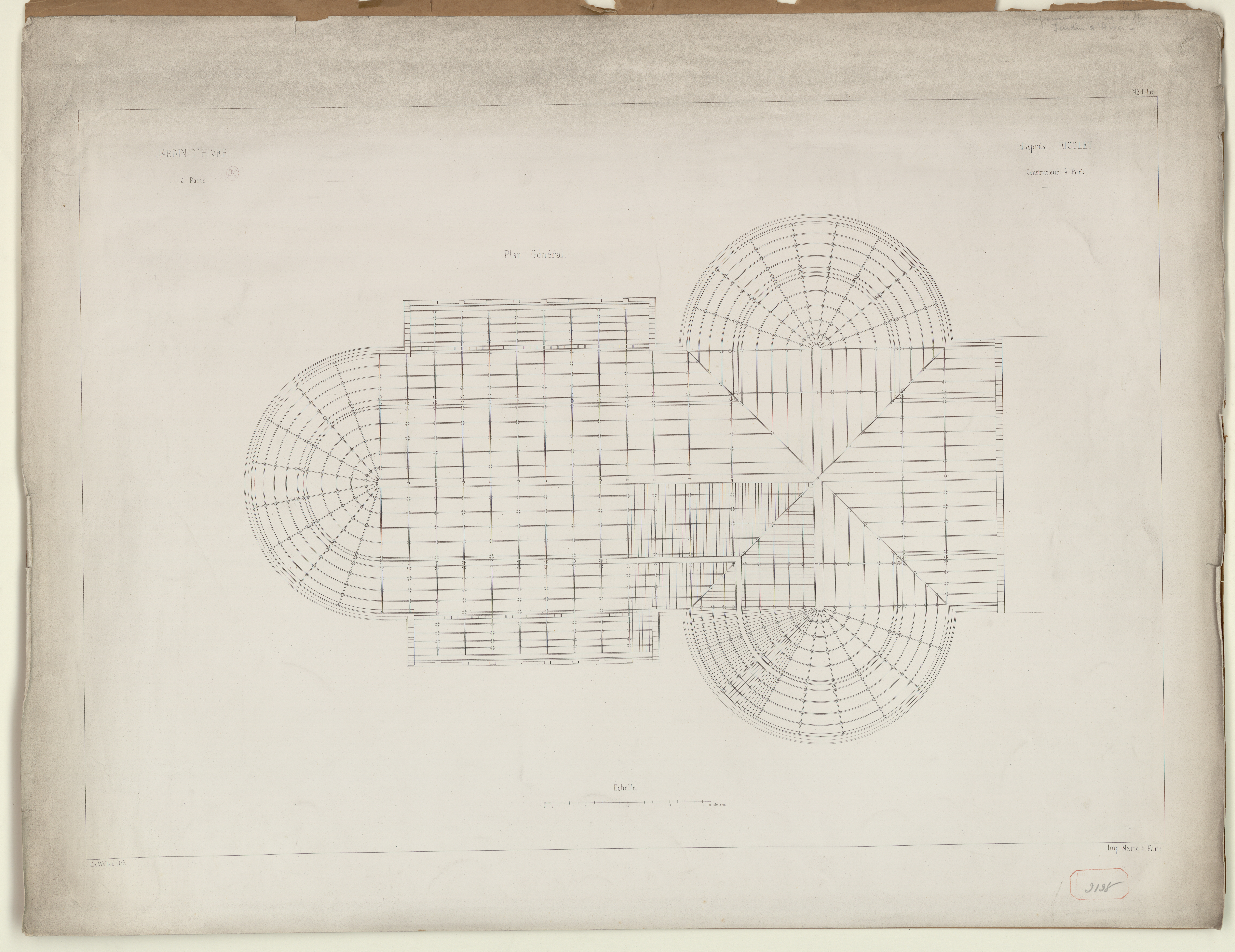
Jardin d'Hiver, plan général.
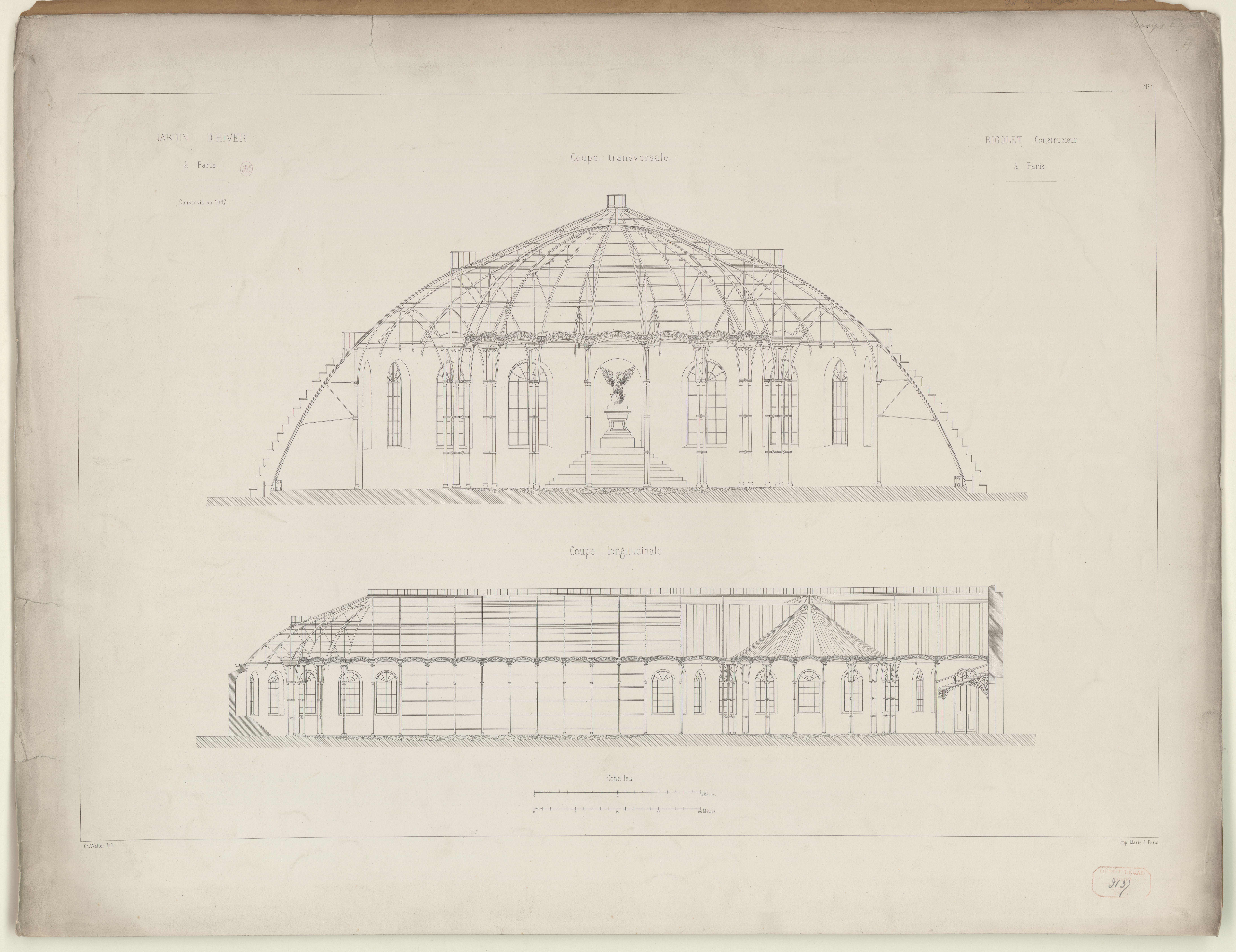
Jardin d'Hiver, coupe transversale et longitudinale.
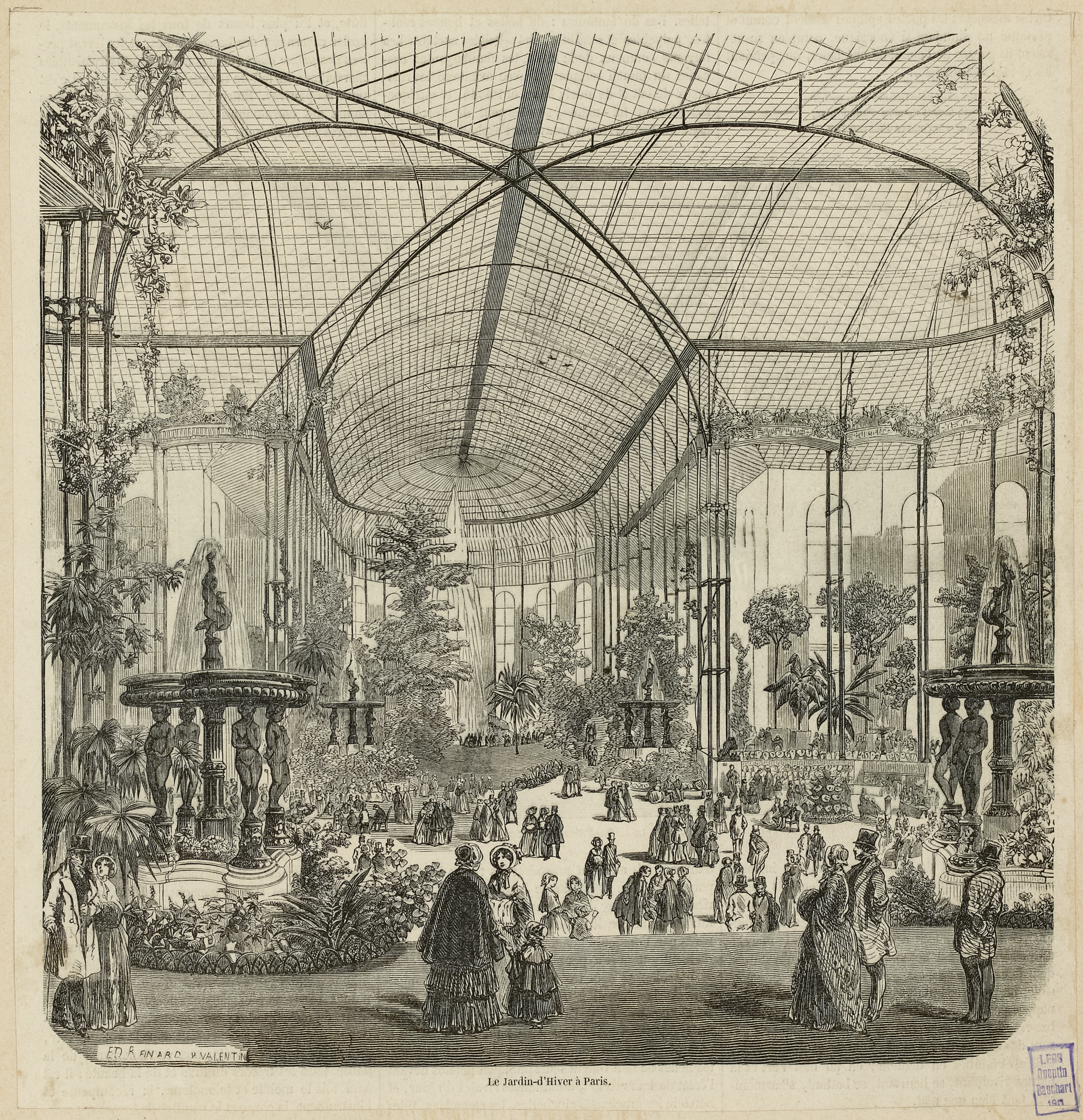
Le Jardin d'Hiver à Paris.
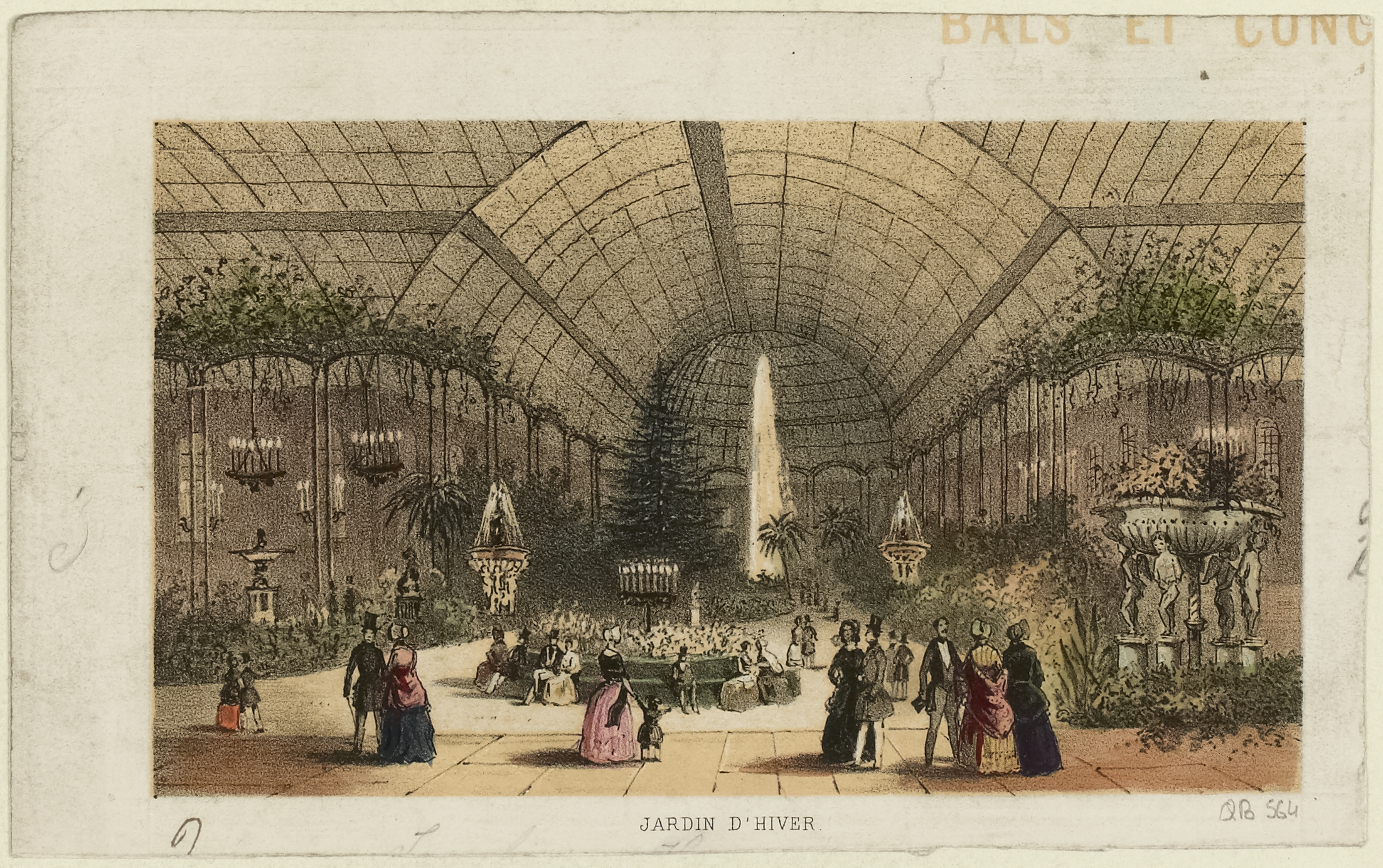
Vue du Jardin d'Hiver.
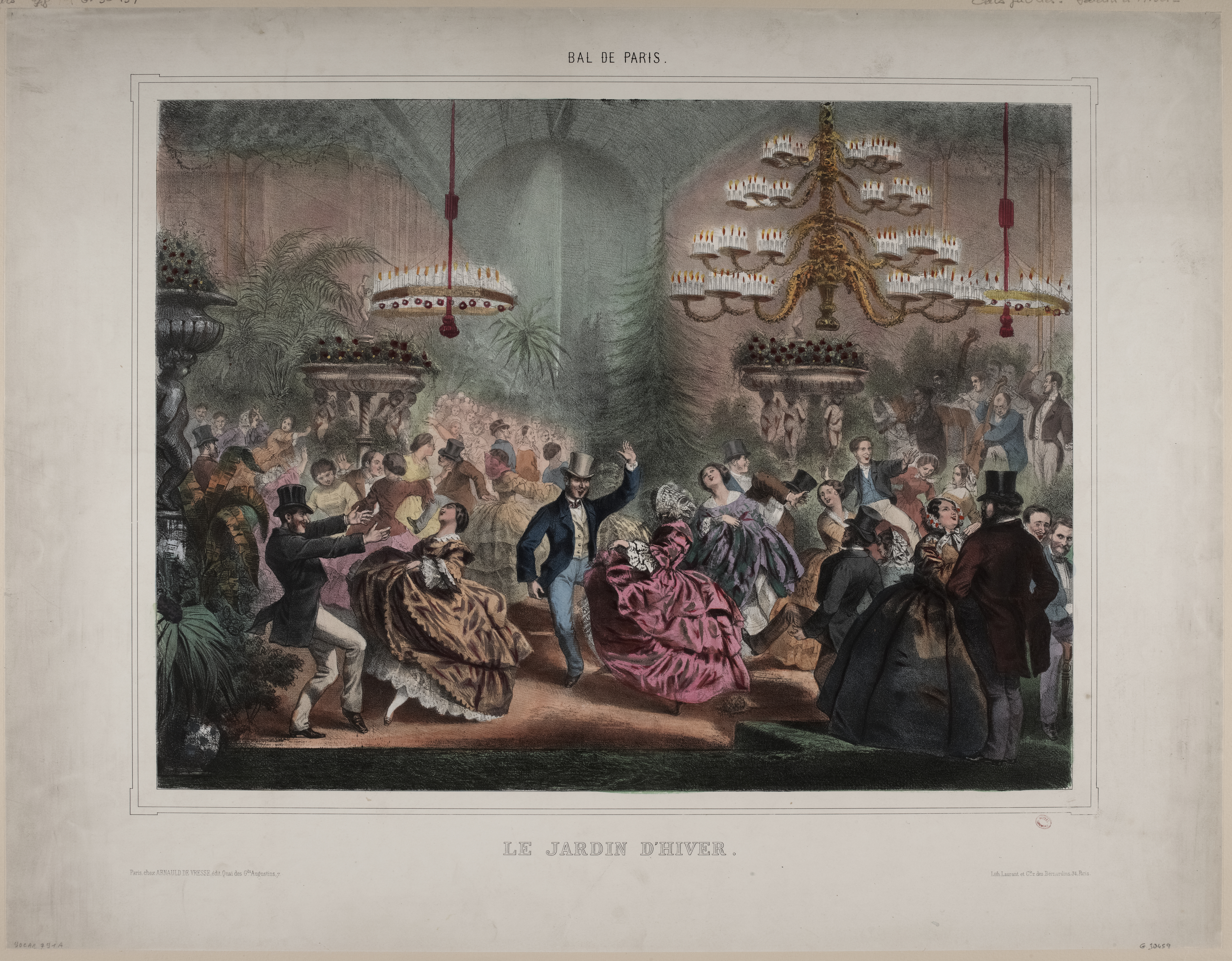
Un bal au Jardin d'Hiver.
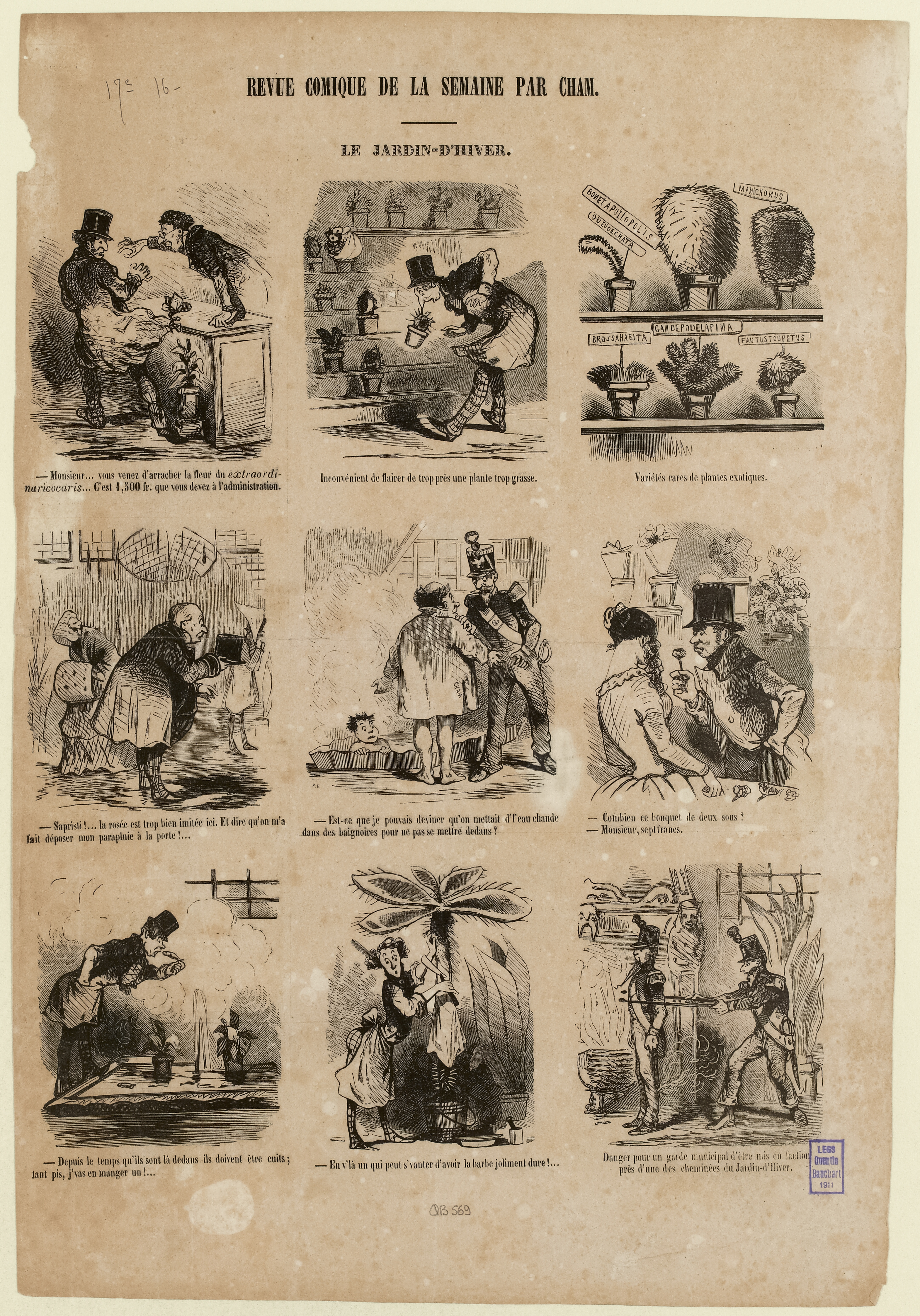
Caricatures sur le Jardin d'Hiver parues dans Le Charivari.